# 黛博拉·史奈德
黛博拉·史奈德（英語：Deborah Snyder，1963年3月13日—），原名黛博拉·喬漢森（英語：Deborah Johnson），是一名美國製片人。她是電影人查克·史奈德的妻子，多次參與丈夫的電影製作，如《300壯士：斯巴達的逆襲》（2006年）和《守護者》（2009年）等；兩人也是製片公司The Stone Quarry（前身为苛刻与不同寻常影业）的创始人。

## 生平
黛博拉·喬漢森出生於紐約州紐約市。她於1991年畢業於伊薩卡學院。在擔任電影製片人之前，她在紐約廣告公司Backer Spielvogel Bates工作。1996年，她聘請查克·史奈德為锐步執導廣告，希望創建具有電影感的廣告。當時她正與廣告的藝術總監交往。2002年，她聘請查克·史奈德執導紐西蘭除臭劑廣告；兩人在拍攝結束時就開始交往。
2004年9月25日，兩人在紐約曼哈頓的圣公会圣巴多罗买堂成婚。之後，夫妻倆居住在加利福尼亚州帕萨迪纳。同年，他們與另一制片人韋斯利·科勒（Wesley Coller）合作成立苛刻与不同寻常影业（2019年1月更名为The Stone Quarry）。

## 外部連結
- 黛博拉·史奈德在互联网电影资料库（IMDb）上的資料（英文）
- The Stone Quarry的官方网站 （页面存档备份，存于）